# Batus hirticornis
Batus hirticornis es una especie de escarabajo longicornio del género Batus, tribu Trachyderini, orden Coleoptera. Fue descrita por Gyllenhal en 1817.

## Descripción
Mide 11-30 mm de longitud.

## Distribución
Se distribuye por Argentina, Brasil y Paraguay.